# AC Magenta 1945
Associazione Calcio Magenta 1945, zkráceně jen Magenta je italský klub hrající v sezoně 2024/25 4. italskou fotbalovou ligu, sídlící ve městě Magenta v regionu Lombardie.

## Získané trofeje

### Vyhrané domácí soutěže
- 3. italská liga (1x)

1946/47
- 4. italská liga (1x)

1949/50

## Účast v ligách
| Úroveň soutěže | Název soutěže (nynější název) | První hraná sezona | Poslední hraná sezona | celkem odehraných sezon |
| -------------- | ----------------------------- | ------------------ | --------------------- | ----------------------- |
| 2              | Serie B                       | 1947/48            | 1947/48               | 1                       |
| 3              | Serie C                       | 1946/47            | 1950/51               | 3                       |
| 4              | Serie D                       | 1949/50            | 2024/25               | 10                      |
| 5              | Eccellenza                    | 1955/56            | 2023/24               | 8                       |